# Siphanta gregaria
Siphanta gregaria är en insektsart som beskrevs av Jacobi 1928. Siphanta gregaria ingår i släktet Siphanta och familjen Flatidae. Inga underarter finns listade i Catalogue of Life.